# Metaseiulus ellipticus
Metaseiulus ellipticus är en spindeldjursart som först beskrevs av De Leon 1958.  Metaseiulus ellipticus ingår i släktet Metaseiulus och familjen Phytoseiidae. Inga underarter finns listade i Catalogue of Life.